# Willem Spark
Willem Spark is een fictief persoon van Brits-Nederlandse afkomst, geboren 'op de eerste dag van de 19e eeuw' en gestorven op 24 juni 1843, naar wie de Willemsparkweg in Amsterdam zou zijn vernoemd.
In het kamp Sint-Michielsgestel werd in het kader van een serie serieuze lezingen door een groep gijzelaars, onder wie Niko Tinbergen, op 24 juni 1943 een lezing gehouden over de fictieve Brits-Nederlandse componist Willem of William Spark. Deze zou in 1843 zijn gestorven en de Willemsparkweg, een belangrijke straat in de muziekbuurt in Amsterdam Oud-Zuid, zou naar hem zijn genoemd. Duitse toehoorders konden deze woordspeling niet begrijpen. De lezing werd na de Tweede Wereldoorlog gepubliceerd.
De wijk Willemspark en de Willemsparkweg zijn vernoemd naar koning Willem III. Op 3 januari 1942 verboden de Duitse autoriteiten straatnamen die afgeleid waren van de toen levende leden van het koninklijk huis. Mede hierdoor kwam het apocriefe verhaal in de wereld dat Amsterdamse ambtenaren de gedwongen omdoping van de Willemsparkweg wisten te voorkomen door te beweren dat de weg vernoemd was naar Willem Spark. Echter, alleen namen van levende leden van het koninklijk huis werden getroffen, te weten Wilhelmina, Juliana, Beatrix, Irene en Bernhard. De Willemsparkweg bleef dus ongemoeid.
De naam Willem Spark werd ook gebruikt door toneelgezelschappen die wilden verbergen dat de auteur van een werk joods was. Minder bekende stukken van Herman Heijermans werden opgevoerd onder het pseudoniem  Willem Spark.

## Sint-Michielsgestel
In Sint-Michielsgestel bestaat de Willem Sparkweg tegenwoordig echt. In 1986 besloot de gemeenteraad een van de straten in het bestemmingsplan Beekvliet Duitse Bos te noemen. Het gijzelaarskamp Beekvliet was een onderdeel van kamp Sint-Michielsgestel. Onder dwang van de Duitsers legden gijzelaars onder meer een bosje aan dat in de volksmond het Duitse Bos  ging heten. De straatnaam Duitse Bos stuitte echter op bezwaren van de Stichting Gedenk Hen Die Vielen, en de gemeenteraad nam het besluit de straat voortaan Willem Sparkweg te noemen.